# Imbarazzo
L'imbarazzo (dallo spagnolo cinquecentesco embarazo, "ingombro materiale") è uno stato emotivo più o meno intenso e generalmente di breve durata che si manifesta esclusivamente in una situazione sociale.

## Caratteristiche
L'imbarazzo può essere un sentimento simile alla vergogna, ma il senso di vergogna può essere anche provocato da motivazioni che nessun altro conosce, mentre l'imbarazzo è sempre pubblico (riferibile al concetto di "ansia sociale"). Inoltre l'imbarazzo di solito è causato da un atto socialmente inaccettabile o moralmente sbagliato, come ad esempio la nudità pubblica.
Come conseguenze, può comportare un senso di fastidio o di disagio espresso in contesti psicofisiologici e comportamentali, anche per incertezze nel decidere rispetto a soluzioni in contrasto tra loro; per imbarazzo può intendersi anche un ostacolo, la difficoltà a risolvere un problema, o un semplice disturbo digestivo.

## Nell'arte
La rappresentazione artistica dell'imbarazzo è più frequente nella letteratura umoristica, ad esempio in Una signorina in imbarazzo (A Damsel in Distress, 1919) di P. G. Wodehouse o nell'opera buffa, come in L'ajo nell'imbarazzo, libretto di Jacopo Ferretti tratto dalla omonima commedia del 1807 di Giovanni Giraud, già adattata per l'opera da altri librettisti e compositori, e musicata da Gaetano Donizetti. Un esempio nella narrativa si ha ne "Il folletto delle brutte figure", racconto presente nella raccolta Il bar sotto il mare di Stefano Benni.